# Plato (Missouri)
Pour les articles homonymes, voir Plato.
Plato est un village du comté de Texas, dans le Missouri, aux États-Unis,.

## Démographie
Lors du recensement de 2010, le village comptait une population de 109 habitants. Elle est également estimée, en 2016, à 109 habitants.

### Source de la traduction
- (en) Cet article est partiellement ou en totalité issu de l’article de Wikipédia en anglais intitulé « Plato, Missouri » (voir la liste des auteurs).